# コミカワ
コミカワ（COMICAWA）は主婦の友社の運営していたウェブコミック配信サイトである。

## 歴史

### 前身『コミックCawaii!』
元々はギャル系ファッション雑誌『Cawaii!』休刊から約10か月後の2010年3月3日から配信開始されたウェブコミック配信サイト『コミックCawaii!』であり、オリジナルの漫画・小説・エッセイなどを無料で配信していたサイトだった。「かわいい」をテーマにした読み物を配信しており、雑誌時代とは全く異なる形ではあるが編集部の理念としては一致していたようである。なお画像ファイルフォーマットで配信されているため、専用のビューワなどをインストールする必要はなかった。2013年1月8日に更新休止を発表。コンテンツは2013年1月時点でも閲覧可能であった。

### リニューアル後『コミカワ』
『コミックCawaii!』を前身とし、2015年6月29日に『コミカワ』としてリニューアルオープンβ版が行われ、2015年9月28日に漫画投稿機能を実装して正式リニューアルが行われたのが当ウェブサイトである。インディーズとメジャーの二つに分かれ、インディーズ作品は投稿された全ての作品、メジャーはコミカワ編集部からオファーされ原稿料の発生するプロデビュー作品である。なお、全ての投稿はオリジナル作品であることが求められている。「WEB版のコミックマーケット」を目的としているようだ。掲載作品の単行本はコミックレーベル『COMICAWA BOOKS』より刊行されていて、COMICAWA BOOKSはライトノベルレーベル『ヒーロー文庫』の姉妹レーベルとしての側面も抱えている。
2020年2月20日にサービスを終了した。